# Walercin
Walercin es un pueblo de Polonia, en Mazovia.  Se encuentra en el distrito (Gmina) de Dębe Wielkie, perteneciente al condado (Powiat) de Mińsk. Se encuentra aproximadamente a 8 kilómetros  al norte de Dębe Wielkie, a 11 km al noroeste de Mińsk Mazowiecki, y a 34 km  al este de Varsovia. 